# Aurora (Illinois)
Aurora je město ležící převážně v okresech Kane County a DuPage County ve státě Illinois ve Spojených státech amerických. Jedná se o druhé největší město státu Illinois po Chicagu, od jehož centra se nachází asi 60 km.
K roku 2020 zde žilo 180 542 obyvatel. S celkovou rozlohou 119 km² byla hustota zalidnění 1 550 obyvatel na km². Část města se nachází také v okresech Kendall County a Will County.